# بونتيكيسو
بلدية بونتيكيسو (بالإسبانية: Ponteceso)‏، هي إحدى بلديات مقاطعة لا كرونيا إحدى مقاطعات إسبانيا، و التي تقع في منطقة جليقية شمال غرب إسبانيا. يبلغ عدد سكانها 7.019 نسمة وفقاً لإحصائية سنة (2002).

## أعلام
- إدواردو بوندال